# اس‌تی‌اس-۶۹
اس‌تی‌اس-۶۹ (انگلیسی: STS-69) یکی از ماموریت‌های برنامه شاتل‌های فضایی بود که در تاریخ ۷ سپتامبر ۱۹۹۵ از پایگاه فضایی کندی به فضا پرتاب شد. این مأموریت حدوداً یازده روزه توسط شاتل اندور انجام گرفت و هدف اصلی آن استفاده از ماژول تحقیقاتی Wake Shield Facility بود.